# Gnaeus Cipius Hilarius
Gnaeus Cipius Hilarius war ein antiker römischer Toreut (Metallhandwerker) aus Kampanien, sehr wahrscheinlich aus Capua, der in der zweiten Hälfte des 1. Jahrhunderts aktiv war.
Gnaeus Cipius Hilarius ist heute nur noch aufgrund von acht Signaturstempeln bekannt. Weitere Informationen aus literarischen oder epigraphischen Quellen liegen nicht vor. Dennoch kann man davon ausgehen, dass er zur Gens der Cipier gehörte, die vor allem in Capua, aber zum Teil auch in Rom und Ostia lebte und mindestens in Capua und dessen Umland eine Reihe bedeutender toreutischer Unternehmen betrieb. Bekanntester und bedeutendster Vertreter der Familie war Publius Cipius Polybius. Die Identität mit einem nur als Cipius signierenden Familienmitglied ist nicht auszuschließen. Die Signaturen können verschieden sein, darunter lateinisch TIP LAR, lateinisch Cipi Bi und lateinisch Cipi Hila[ri].
Alle Bronzen, deren Fundort mehr oder weniger bekannt ist, wurden in Pompeji oder Herculaneum, und damit in der relativen Nähe zum wahrscheinlichen Produktionsort Capua, gefunden. Damit unterscheiden sich die erhaltenen signierten Stücke von Cipius Hilarius in ihrer Verteilung von denen der meisten anderen namentlich bekannten kampanischen Toreuten, deren Werke eine sehr weite Verbreitung fanden, was allerdings auch an einer zufälligen Überlieferung liegen kann. Bei den Stücken handelt es sich um:
1. Bronze-Badeschale aus Pompeji; heute im Deposito Archeologico Pompei, Inventarnummer 1188.[1]
2. Bronze-Badeschale aus Pompeji; heute im Deposito Archeologico Pompei, Inventarnummer 10.768.[2]
3. Bronzekasserolle aus Pompeji oder Herculaneum; heute im Archäologischen Nationalmuseum Neapel, Inventarnummer ?.[3]
4. Bronze-Badeschale aus Pompeji; heute im Archäologischen Nationalmuseum Neapel, Inventarnummer 1260.[4]
5. Bronze-Badeschale aus Herculaneum.[5]
6. Bronze-Badeschale aus Herculaneum.[6]
7. Bronzekasserolle; heute im British Museum, London, Inventarnummer ?.[7]
8. Bronzekasserolle aus Pompeji; heute im Deposito Archeologico Pompei, Inventarnummer 7165.[8]

## Einzelbelege
1. ↑  Richard Petrovszky: Studien zu römischen Bronzegefäßen mit Meisterstempeln. Leidorf, Buch am Erlbach 1993, S. 221, Nr. C.17.01.
2. ↑  Richard Petrovszky: Studien zu römischen Bronzegefäßen mit Meisterstempeln. Leidorf, Buch am Erlbach 1993, S. 221, Nr. C.17.02
3. ↑  Richard Petrovszky: Studien zu römischen Bronzegefäßen mit Meisterstempeln. Leidorf, Buch am Erlbach 1993, S. 221, Nr. C.17.03
4. ↑  Richard Petrovszky: Studien zu römischen Bronzegefäßen mit Meisterstempeln. Leidorf, Buch am Erlbach 1993, S. 221, Nr. C.17.04; CIL 10, 8071,34c
5. ↑  Richard Petrovszky: Studien zu römischen Bronzegefäßen mit Meisterstempeln. Leidorf, Buch am Erlbach 1993, S. 221, Nr. C.17.05; CIL 10, 8071,34b
6. ↑  Richard Petrovszky: Studien zu römischen Bronzegefäßen mit Meisterstempeln. Leidorf, Buch am Erlbach 1993, S. 221, Nr. C.17.06; CIL 10, 8071,34a
7. ↑  Richard Petrovszky: Studien zu römischen Bronzegefäßen mit Meisterstempeln. Leidorf, Buch am Erlbach 1993, S. 221, Nr. C.17.07
8. ↑  Richard Petrovszky: Studien zu römischen Bronzegefäßen mit Meisterstempeln. Leidorf, Buch am Erlbach 1993, S. 221, Nr. C.17.08

| Personendaten    | Personendaten                              |
| ---------------- | ------------------------------------------ |
| NAME             | Cipius Hilarius, Gnaeus                    |
| ALTERNATIVNAMEN  | Hilarius, Gnaeus Cipius                    |
| KURZBESCHREIBUNG | antiker römischer Toreut                   |
| GEBURTSDATUM     | 1. Jahrhundert v. Chr. oder 1. Jahrhundert |
| STERBEDATUM      | 1. Jahrhundert oder 2. Jahrhundert         |